# Астрадамская улица
Астрада́мская у́лица (название утверждено 23 января 1964 года, с 1922 года по 1964 год — Второ́й Астрада́мский тупи́к, ранее — Астрада́мский переу́лок) — улица в Северном административном округе города Москвы на территории Тимирязевского района. Начинается от проезда Соломенной Сторожки.

## Происхождение названия
Улица названа в 1964 году. Сохраняет название от бывшего 2-го Астрадамского тупика. По одной из легенд, Пётр I основал здесь сельскохозяйственную ферму, похожую на ту, которую он увидел в Амстердаме (царь в своих письмах называл город Астрадамом). Возможно, это переосмысление первоначального названия. Первоисточником этих сведений, по-видимому, послужило «Историко-статистическое и археологическое описание Петровско-Разумовского», опубликованное в 1902 году И. Ф. Токмаковым.
Гораздо ранее Петра I севернее улицы Астрадамской располагалась пустошь Острогонова (писцовая книга 1584 года); позже — пустошь Остроганова, в конце XVIII века — сельцо Астрадамово. Первоначальная форма топонима указывает на происхождение его от неканонического имени. Ранее — Астрадамский переулок; в 1922—1964 годах — 2-й Астрадамский тупик.
Также с незапамятных времён в народном языке известно выражение «Поймать остродыма»

## История
Застройка улицы и прилегающей территории зимними дачами с палисадниками и огородами началась в конце XIX века. В первой половине XX века улица была застроена 10 однотипными деревянными двухэтажными зданиями. Во второй половине XX века они были постепенно снесены, а на их месте построены сначала пятиэтажные дома, а вслед за ними и панельные.

## Здания и сооружения
По нечётной стороне:
По чётной стороне:

## Транспорт
- Станции метро:

«Дмитровская»
«Тимирязевская»